# Thereva indica
Thereva indica är en tvåvingeart som beskrevs av Walker 1852. Thereva indica ingår i släktet Thereva och familjen stilettflugor. Inga underarter finns listade i Catalogue of Life.